# Onthophagus foulliouxi
Onthophagus foulliouxi là một loài bọ cánh cứng trong họ Bọ hung (Scarabaeidae).